# Euphorbia promecocarpa
Euphorbia promecocarpa là một loài thực vật có hoa trong họ Đại kích. Loài này được Davis mô tả khoa học đầu tiên năm 1947.